# グラスミア (イギリスの地名)

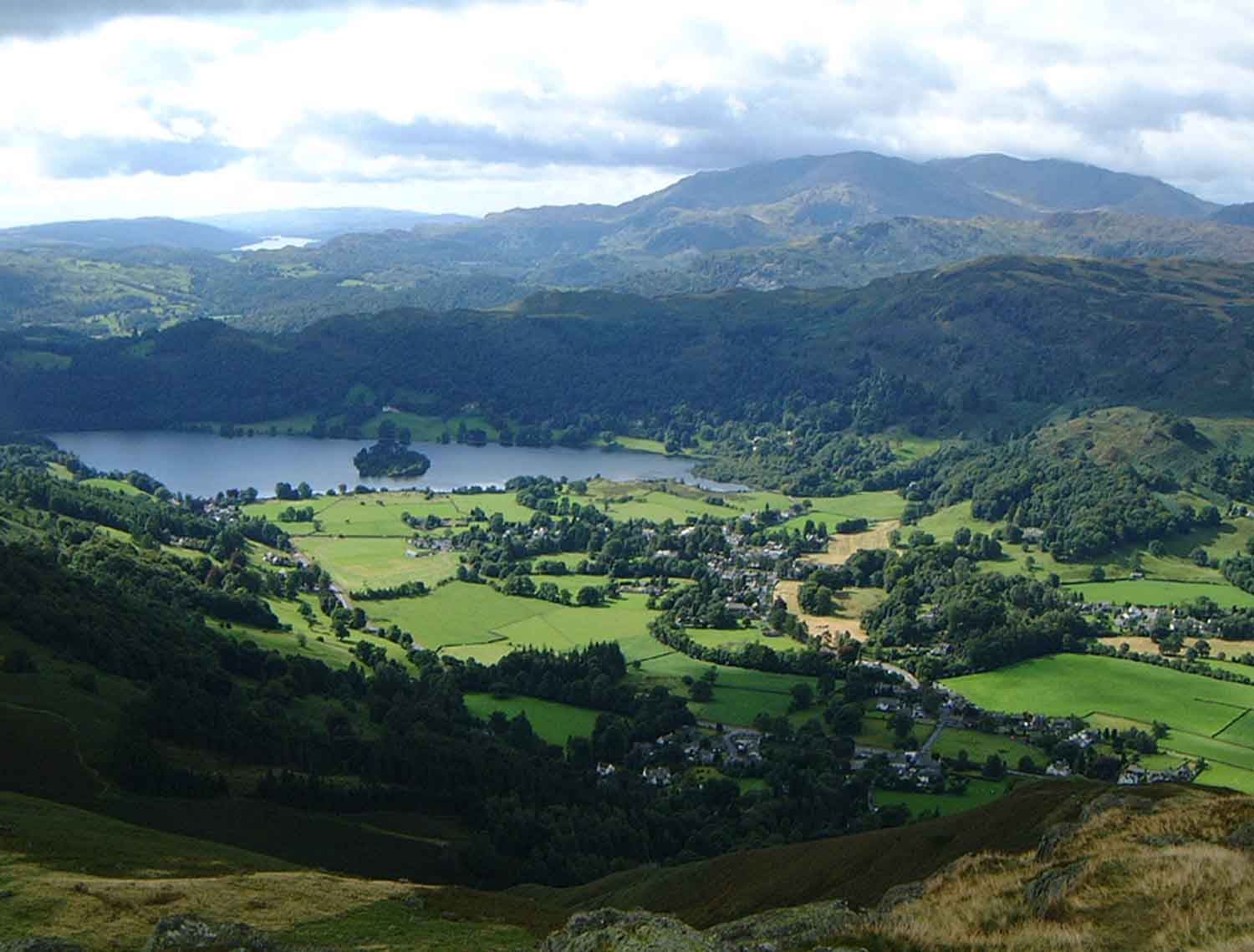
ストーンアーサーの丘から見たグラスミア村と湖

グラスミア (Grasmere) は、イングランドのカンブリア州ウェストモーランド・アンド・ファーネスのレイクス教区に属する村であり、かつての地方行政区 (civil parish) で、湖水地方の中心部に位置し、隣接する湖・グラスミア湖にちなんで名付けられた。
グラスミアは、歴史的カウンティではウェストモーランドに位置する。アンブルサイド・アンド・グラスミア地区の推定人口は、2019年時点で4,592人であった。「湖水詩人」ウィリアム・ワーズワースとその妹ドロシー・ワーズワースは、グラスミアに14年間住み、ここを「人類がこれまでに見つけた中で最も美しい場所」と呼んだ。

## 地名の由来
一つの可能性は「草に囲まれた湖（mere）」である。「Grys-」または「Gris(s)-」という初期の綴りは、最初の要素が「子豚」を意味する古ノルド語の「griss」であることを示唆しているが、典拠としては古英語/古ノルド語の「gres」（草）を指し、現代形は標準英語の影響を受けていることを示している。
中間の「-s(s)e-」は、エクウォールが示唆したように、古ノルド語の「gres-saer」または「草の湖」を元の名前として示している可能性があると言われている。「mere」という要素は、「湖」または「プール」を意味する現存する単語を指す。

## 地理
村はロセイ川沿いにあり、川は南約1/3マイル（500メートル）でグラスミア湖に流れ込んでいる。村は北西からヘルム・クラッグの岩山に見下ろされている。この丘は「ライオンと子羊」、または「オルガンを弾く老婦人」というあだ名で知られている。これらの名前は、見る側によって頂上の岩の形がそのように見えることからきている。村から始まるいくつかの散歩道には、ヘルム・クラッグへの登り、フェアフィールドまでの長いルート、イーズデール・ターンへの600フィート（200メートル）の中程度の登りなどがある。村はアルフレッド・ウェインライトのコースト・トゥ・コースト・ウォークのルート上にもある。

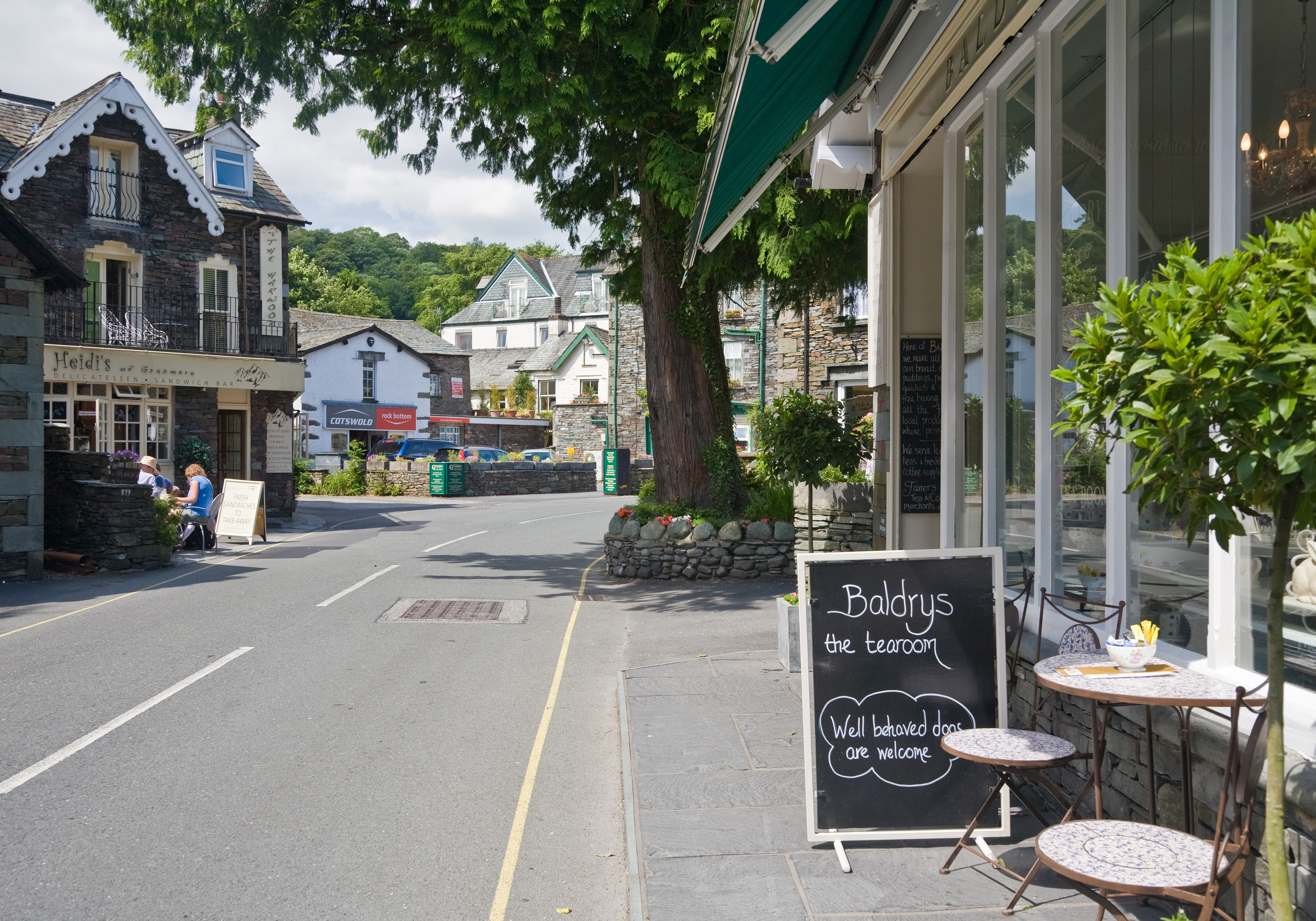
グラスミア村

主要道路A591は、北はダンメイルレイズを越えてケズウィック渓谷と、南はアンブルサイドとグラスミアを結んでいる。他の方向では、グラスミアは高地に囲まれている。2015年のクリスマスに、A591はダンメイルレイズのケズウィック側で流され、交通は長い迂回を余儀なくされた。この道路は2016年5月に再開された。西側には、ハイレイズから長い尾根が下り、ブレアリッグとシルバーハウの低い高地を含んでいる。東側では、グラスミアはフェアフィールド馬蹄形の西側の尾根に接している。

## 交通網
グラスミアはケズウィックとケンダルを結ぶ主要道路A591沿いにある。町はバス、鉄道などの公共交通機関の足も充分にあり、主にステージコーチの555番バスサービスが運行している。このサービスは、グラスミアとケズウィック、アンブルサイド、ケンダル、ランカスターなどのさまざまな町を結んでいる。さらに、ステージコーチ・バスは599番または「レイクサイダー」として知られるオープントップバスサービスを運営しており、アンブルサイド、ボウネス・オン・ウィンダミア、そして時折ケンダルを結ぶ美しい旅を提供している。
最寄りの鉄道駅はウィンダミア駅で、9マイル（14キロメートル）の距離がある。どちらのバス路線でも駅への直通アクセスがある。

## 地域の行事

### 教会献堂記念祭

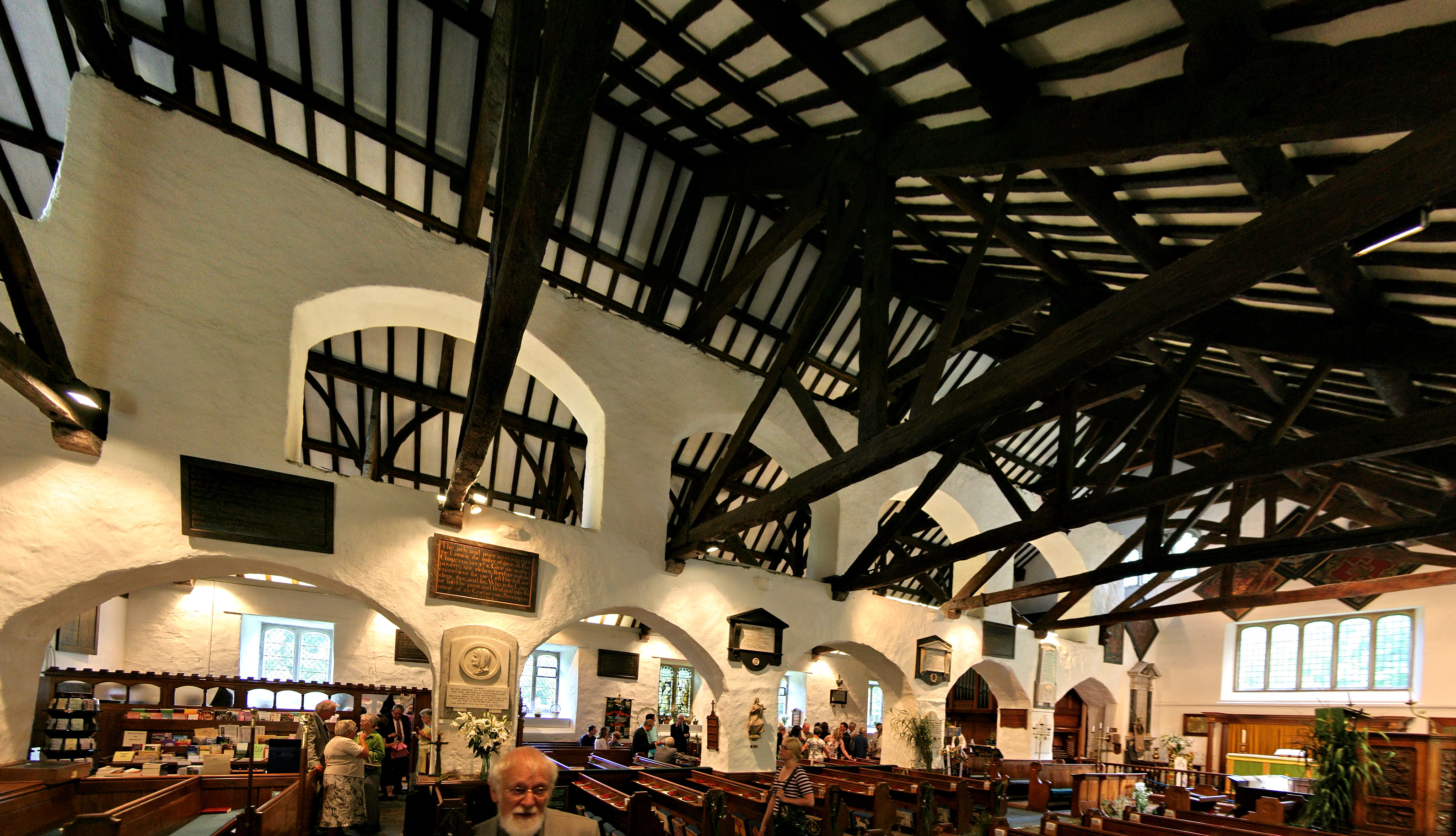
教会献堂記念祭のために飾られたセントオズワルド教会

グラスミアの教会献堂記念祭（ラッシュベアリング）は、セントオズワルド教会を中心に行われる。その起源は古い。現在の祭りは毎年夏の終わりに行われる。6人の少女がイグサ（rush）と花で飾った紋様（ベアリング）を携え、ブラスバンド、教会の聖歌隊らが行進する。他の人々も紋様を携えて参加する。

### スポーツ
毎年8月に行われるグラスミアスポーツは1852年に初めて開催された。参加者はカンバーランド・レスリング、フェルランニング(ヒルランニングとも呼ばれ、オフロードで高地を走り、レースをするスポーツで)、ハウンドトレイル（野生の獣を追いかけるのではなく、人工的に設置された匂いを追いかける狩猟）など、さまざまなスポーツで競い合う。

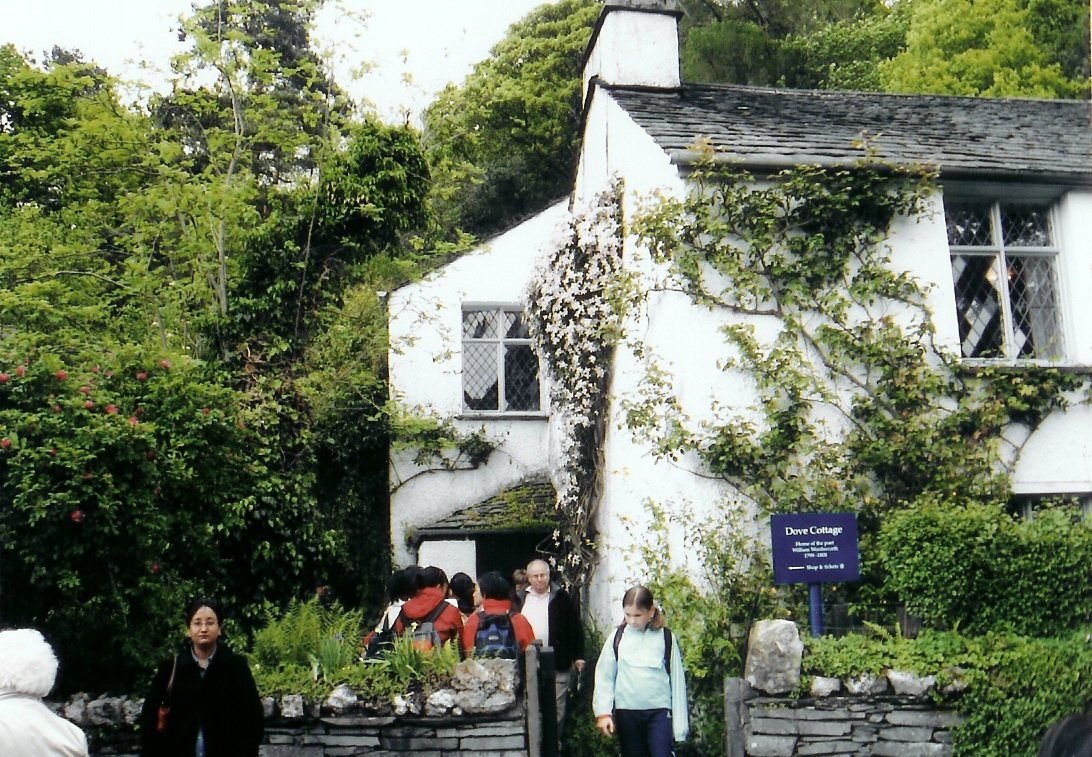
ダブ・コテージ

### 菓子類
グラスミア・ジンジャーブレッドは、サラ・ネルソン（1815-1904）によって広められた「秘密のレシピ」に基づいて作られている。19世紀初頭までに、グラスミア・ジンジャーブレッドはフェアリング（gingerbread fairing、もしくは fairing）として、またそれ自体が人気商品として販売されていた。 
詩人のドロシー・ワーズワースは1803年に、彼女と兄のウィリアムがジンジャーブレッドが大好きだったと書いている。
グラスミアには、企業家協会が授与する「Get Started Award 2014」を受賞したチョコレートコテージがある。

### 信仰
2013年9月まで、グラスミアの3つの主要教区（カトリック、英国国教会、メソジスト）は、年に3回、カトリックの道端の聖母教会（Our Lady of the Wayside）でミサを執り行っていた（「Our Lady」とは、カトリックの守護聖人、聖母マリアのこと）。クエーカー教徒は今でもグラスミアで礼拝を行っている。

### コミュニティグループ
グラスミアには、定期的に会合を開く女性協会の支部など、活発な地域団体が数多くある。

## 統治
レイクスは、1934年にレイクス都市地区の一部となるまで、都市地区議会によって統治されていた。この教区 (parish) は1974年4月1日に廃止され、レイクスになった。1961年の教区の人口は1029人だった。グラスミアはウェストモーランド・ロンズデール選挙区に属し、自由民主党の国会議員ティム・ファロンが代表を務めている。グラスミアは1960年代から人口が減少している。

## アートと文学の世界で
ジョージ・ピカリングはグラスミア周辺の多くの風景を描いており、そのうちの一つである「ウェストモーランドのグラスミア湖と村」の版画が、1834年にフィッシャーのドローイングルーム・スクラップブックで出版された。この版画には、遺産を与えられた詩愛好家がここに土地を購入したものの、生活を耐え忍ぶためには並外れた手段が必要であることに気付くという、レティーシャ・エリザベス・ランドンのユーモラスなスケッチが添えられている。
リディア・シガニーの詩『グラスミアとライダル・ウォーター』 Grassmere and Rydal-Waterは1842年に出版された『心地よい土地の楽しい思い出』にその年の彼女の訪問とワーズワースによる歓迎が記録されている。

## ゆかりの著名人
出生順:

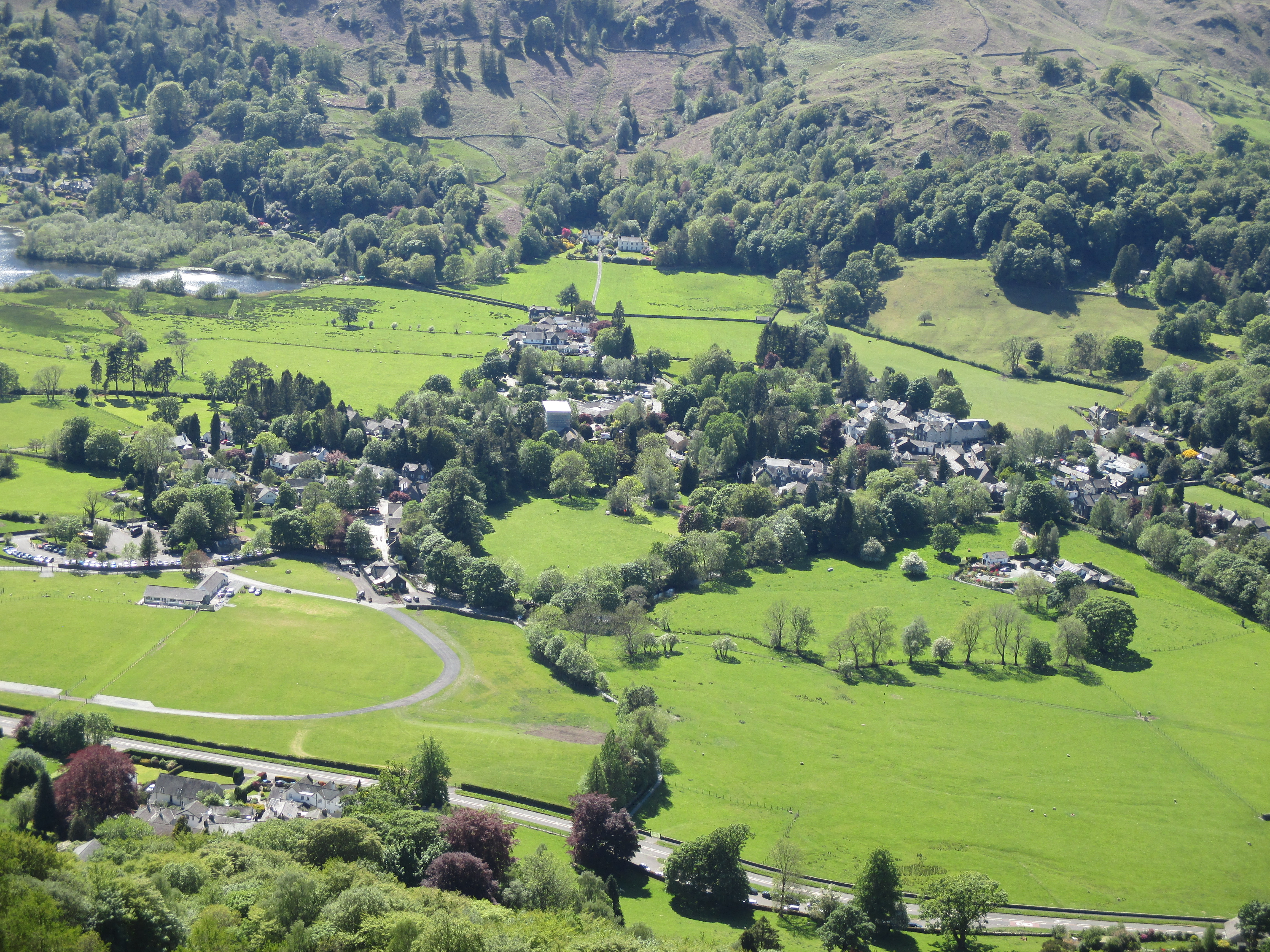
ヘロンパイクから見たグラスミア

- 詩人ウィリアム・ワーズワース（1770年 - 1850年）は、1799年からグラスミア郊外のタウンエンド村にあるダブ・コテージに妹のドロシー・ワーズワース（1771年 - 1855年）とともに住んでいた。彼は、今日のA591号線沿いにある宿屋「ザ スワン」でサーウォルター・スコットと朝食をとった。その看板にはワーズワースの詩「有名なスワンを知らない人がいるだろうか?」が引用されている。1808年にワーズワースはアラン・バンクに移り、その後ライダル・マウントに転居した。彼と妻、妹はセント オズワルド教会の墓地に埋葬されている。
- 詩人のサミュエル・テイラー・コールリッジ（1772年 - 1834年）はダブ・コテージで過ごし、近くの山を歩きながら『老水夫の歌』の詩節をつぶやいたといわれている[24]。
- 文学者のトマス・ド・クインシー（1785–1859）は、ワーズワース夫妻が去った後、ダヴ・コテージを借りた[25]。
- トマスの息子でニュージーランドの政治家であったポール・フレデリック・ド・クインシー（1828年 - 1894年）はグラスミアで生まれた。
- スコットランドの学者ウィリアム・アンガス・ナイト（1836年 - 1916年）は、11巻からなる『ワーズワースの著作と生涯』（1881年 - 1889年）を編集し、ワーズワースに関する資料を集めた自身の蔵書をダヴ・コテージに寄贈した。
- オックスフォード大学の学者であり、スプーナー主義の創始者でもあったウィリアム・アーチボルド・スプーナー（1844年 - 1930年）は、妻の家族であるハウ・フットの家の近くに埋葬されている。
- [ナショナル・トラストの共同創設者であるキャノン・ハードウィック・ドラモンド・ローンズリー（1851年 - 1920年）は、1915年から1920年までグラスミアに住んでいた。
- 教育者であり、ベダルルズ・スクールの創設者でもあるジョン・ヘイデン・バドリー（1865年 - 1967年）は、グラスミアのウィンターシーズにある姉妹の家にて時間を過ごした。
- ゴードン・ハッチンソン・オスマストン准将（1898年 - 1990年）は、ヒマラヤ・クラブの創立メンバーであり、インド測量局の元局長で、後にヒュートン・ヒル・スクールで教鞭をとり、グラスミアに住んでいた[26][27]。
- 哲学者でありリーズ大学副総長であったチャールズ・モリス（1898年 - 1990年）は、グラスミアで亡くなった。
- 芸術家夫婦である風景画家のウィリアム・ヒートン・クーパー（1903年 - 1995年）と彫刻家のオフィーリア・ゴードン・ベル（1915年 - 1975年）はグラスミアに住み、そこに埋葬されている。
- 画家のフレデリック・イェーツ（1854-1919）は、将来のアメリカ合衆国大統領ウッドロウ・ウィルソンとジョン・ヘイデン・バドリーを描いた当時、グラスミア近くのコート・ハウに住んでいた（1900-1906年）。
- ロバート・ウーフ（1931年 - 2005年）は学者であり、ダブ・コテージにあるウィリアム・ワーズワース博物館のコレクションの初代管理者であった。
- ボブ・バラット（1938年または1939年 - 2004年）は、ブラスバンドとオルガン音楽のレーベル、グラスミア・レコードの創設者である。
- スティング（1951年生まれ）はミュージシャンであり、ポリスのリードシンガー兼ソングライターで、村の近くに家を所有している[28]。